# 中村元起
中村 元起（なかむら もとおき、文政3年6月2日（1820年7月11日）- 明治17年（1884年）4月30日）は幕末の儒者。明治時代初期の教育者。号は黒水、半狂。通称は忠蔵、郁之丞。幼名は竜治郎、字は喜卿。中村弥六は次男。

## 生涯
信濃国高遠藩藩医兼藩儒の中村元恒（中倧と号す）の次男として、伊那郡大出村（現長野県上伊那郡箕輪町）に生まれる。弘化2年（1845年）に家学を継ぎ仕官する。また私塾を開いて子弟を教育する。嘉永2年（1849年）に複数の藩士が開墾事業を計画したことが藩主の逆鱗に触れ、連座して黒河内村（現伊那市長谷）に追放されるが、同6年（1853年）に赦免される。
安政元年（1854年）江戸に遊学して昌平黌で林復斎に学び、林家の塾頭となった。帰藩後の同4年（1857年）に藩主内藤頼直に藩校進徳館の創設を進言し、万延元年（1860年）の開闢と同時に教授となり、儒学の他、皇漢学、軍学、和洋算学、化学、物理学などを講義した。幕末には藩論を勤王に取りまとめ、新政府への帰順を周旋した。
明治維新後は筑摩県に出仕し学校掛となり、筑摩県学（後の開智学校）の創設に尽力した。後に太政官に出仕し、三等編修官に任ぜられ、修史と地誌の編述に従事した。また父業を継ぎ、郷土地誌の『蕗原拾葉』の続編を作成した。享年65。谷中の天王寺に葬られた。大正4年（1915年）11月10日に従五位を遺贈された。

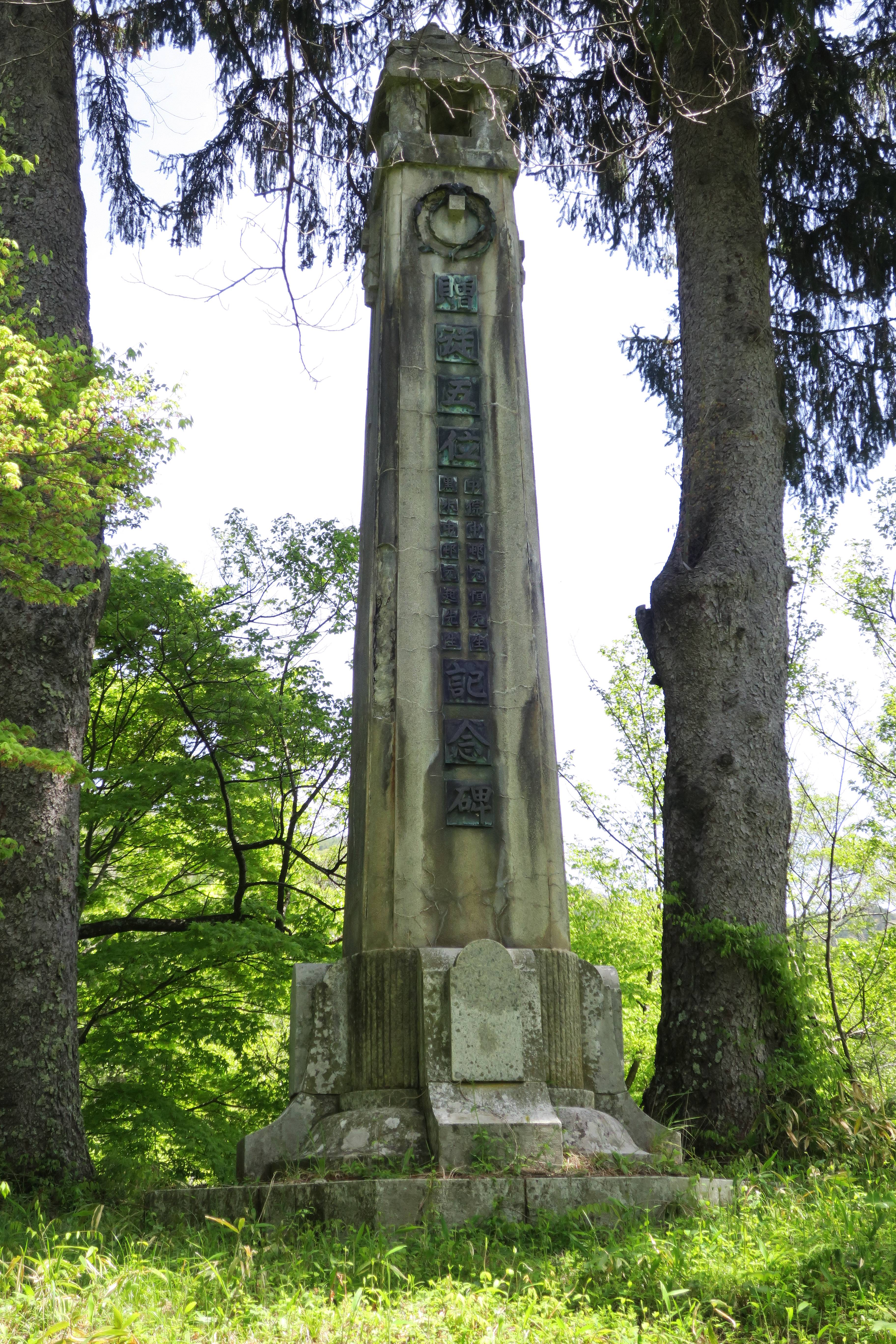
高遠城址に建つ記念碑

## 著作
- 「経書考」10巻
- 「学易」1巻
- 「武林拾葉」2巻
- 「蕗原拾葉」続編